# David T. Kenney
David T. Kenney (ur. 1866, zm. 1922) – amerykański hydraulik, przedsiębiorca i wynalazca.

## Życiorys
David Kenney urodził się w 1866 roku, był synem irlandzkich imigrantów. W wieku 15 lat zaczął pracować jako hydraulik i w 1891 roku założył własną firmę hydrauliczną w Plainfield w stanie New Jersey, a wkrótce potem także w Nowym Jorku. W latach 90. otrzymał kilka patentów na urządzenia do spłukiwania toalet i narzędzia hydrauliczne. Następnie otrzymał kilka patentów na „aparat do usuwania kurzu” lub ich części, które zdobywał od 1901 do 1913 roku. Było to pierwsze działające urządzenie tego typu, funkcjonujące na zasadach identycznych ze współczesnymi odkurzaczami.
Pierwszy aparat, napędzany silnikiem parowym i instalowany stacjonarnie w budynkach, Kenney zainstalował w biurach Henry'ego Claya Fricka w Pittsburghu w 1902 roku. W 1906 roku Kenney otrzymał zlecenie od Białego Domu i właścicieli biurowca The New York Times, a dwa lata później zainstalował urządzenie w nowojorskim budynku Singer Building. Prowadził agresywną działalność na dynamicznym wówczas rynku, odniósł sukces w kilku konfliktach sądowych o naruszenie patentów. W 1910 roku The New York Times nazwał go „ojcem przemysłu odkurzaczy”. Za sprawą swoich wynalazków zdominował do 1923 roku rynek odkurzaczy w USA, kiedy na rynku dominującą pozycję uzyskały odkurzacze elektryczne.
W 1920 roku Kenney uzyskał kolejny patent, opracował wówczas system ulepszający dystrybucję ciepła z kominka opalanego drewnem. Za sprawą dochodów z licznych patentów zajął się rynkiem nieruchomości. Sponsorował także katolicki zakon sióstr miłosierdzia, dzięki czemu mogły one otworzyć w 1908 roku nowy budynek szkoły podstawowej i ponadpodstawowej. Za sprawą swojej hojności na rzecz instytucji kościelnych został szambelanem papieskim w 1906 roku. Udzielał się także społecznie w radzie jednego ze szpitali.
Po śmierci żony i siostry podupadł na zdrowiu i popełnił samobójstwo w maju 1922 roku. Ciało znaleziono w pobliżu Beacon po dziesięciu dniach od zaginięcia.